# Friedrich Karl Ohnesorge
Friedrich Karl Ohnesorge (* 20. November 1925 in Prenzlau; † 4. März 2007) war ein deutscher Mediziner, Toxikologe und Hochschullehrer.

## Leben
Nach einem Apothekerpraktikum in Lübeck studierte er Medizin in Kiel. Nach dem Staatsexamen und anschließender Promotion 1954 arbeitete er seit 1957 als Wissenschaftlicher Assistent am Pharmakologischen Institut in Kiel. Nach der Habilitation 1960 für das Fach Pharmakologie und Toxikologie wurde er 1964 zum Oberassistenten und 1967 zum Wissenschaftlichen Rat und Professor ernannt. 1974 erfolgte dann der Ruf auf den neugeschaffenen Lehrstuhl für Toxikologie der Universität Düsseldorf. 1991 trat er in den Ruhestand.

## Werke
- Zur Wirkungsweise neuromuskulär lähmender Stoffe und ihrer Antagonisten. Dissertation, Universität Kiel, 1954.
- Wirkungen peripher angreifender Pharmaka auf die Harnblase. Kiel 1960.
- Duldbare Konzentrationen von Nickel im Trinkwasser. Frankfurt 1982.
- Toxikologische Bewertung von Arsen, Blei, Cadmium, Nickel, Thallium und Zink. Düsseldorf 1985.